# モーツァルティア (小惑星)
モーツァルティア (1034 Mozartia) は小惑星帯に位置する小惑星。クリミア半島のシメイズ天文台で、ソビエト連邦の天文学者ウラジーミル・アルビツキーによって発見された。
ヴォルフガング・アマデウス・モーツァルトにちなんで命名された。